# Südmährenkreuz

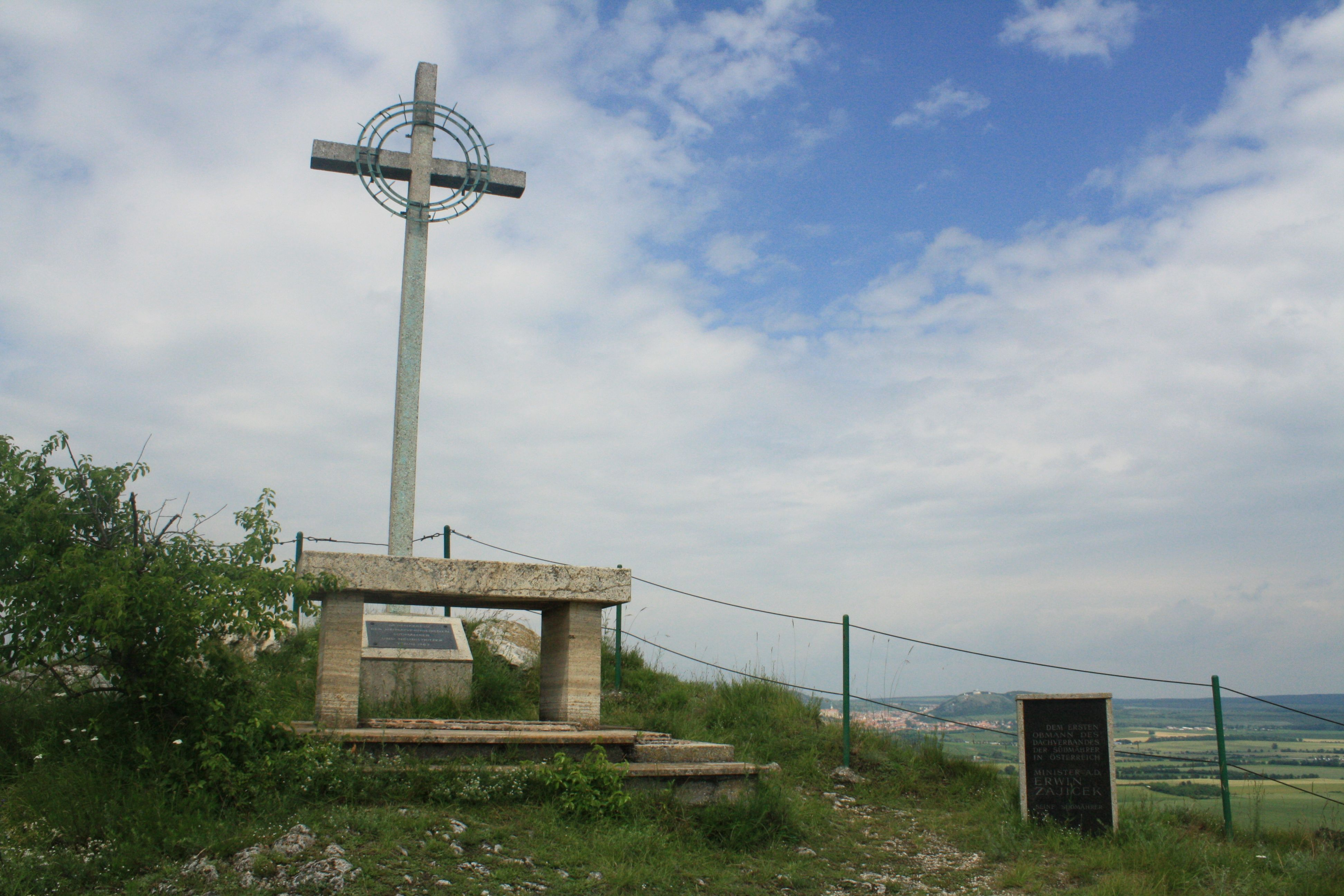
Südmährenkreuz in Kleinschweinbarth

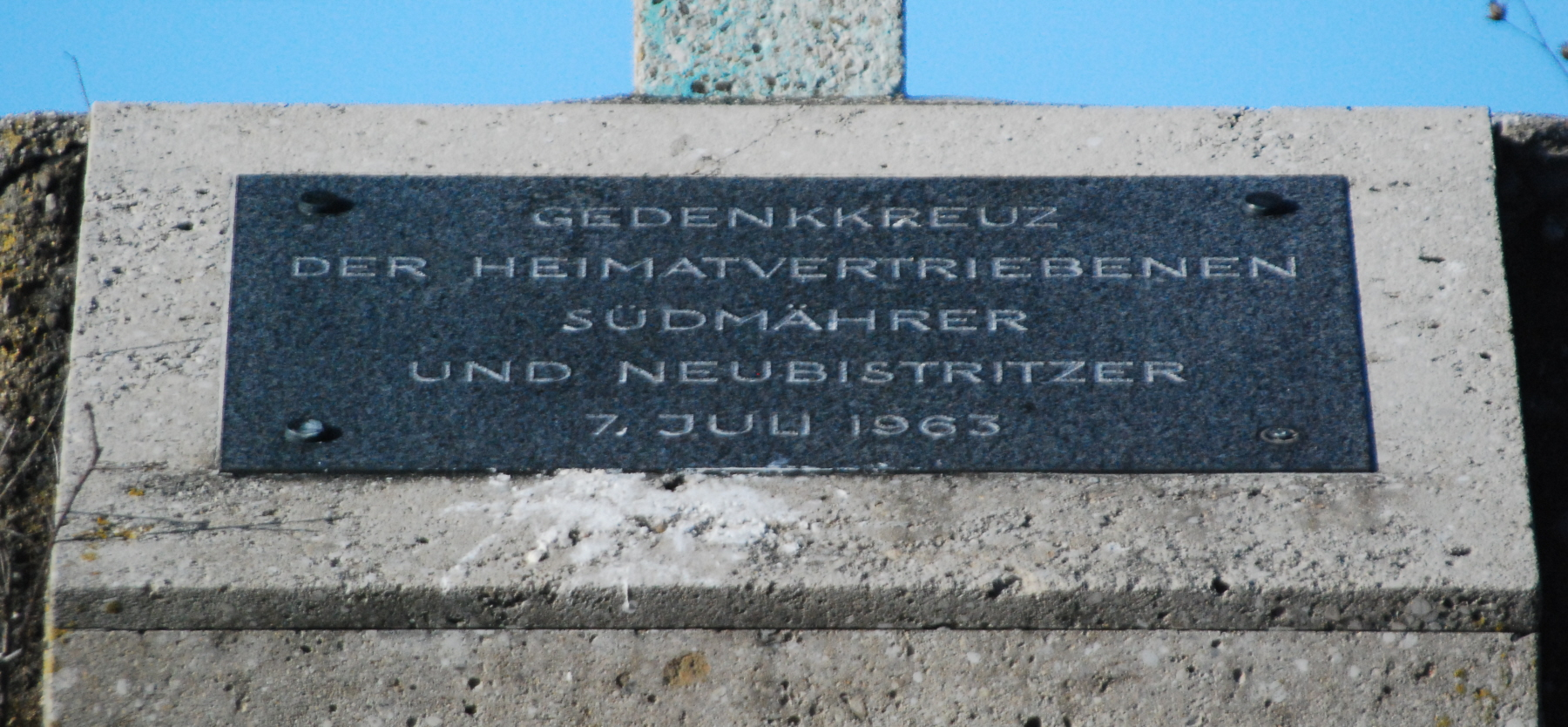
Gedenktafel am Fuß des Südmährenkreuzes

Das Südmährenkreuz oder auch Südmährerkreuz ist eine Erinnerungsstätte am Gipfel des Schweinbarther Berges in einer Seehöhe von 337 m ü. A. im niederösterreichischen Weinviertel. Das Kreuz befindet sich in Kleinschweinbarth in der Gemeinde Drasenhofen. Die Gedenkstätte erinnert an die vertriebenen deutschsprachigen Südmährer nach dem Zweiten Weltkrieg.

## Geschichte
Aufgestellt wurde das sieben Meter hohe und aus Beton gefertigte Südmährerkreuz als Heimatkreuz der Südmährer und Neubistritzer im Dezember 1962. Nach der Fertigstellung von Stiegen und Sicherungsarbeiten gegen Abstürze erfolgte am 7. Juli 1963 die Einweihung. Gleichzeitig fand auch das erste Treffen heimatvertriebener Südmährer in Kleinschweinbarth statt.
Das Entzünden von Höhenfeuern in den umliegenden Gemeinden und die Durchführung einer Kundgebung wurde am 3. Juli durch das Bundesministerium für Inneres verboten. Begründet wurde dieses Verbot damit, dass diese Programmpunkte von der Tschechoslowakei als Provokation empfunden und die zwischenstaatlichen Beziehungen dadurch gefährdet werden könnten. Als Reaktion auf dieses Verbot wurde der österreichische Verfassungsgerichtshof angerufen, der zu Gunsten der Veranstalter entschied.
1964 wurde vor dem Südmährerkreuz ein schmuckloser Altartisch aus Travertin aufgestellt. Der Steinblock sollte ursprünglich für den Bau einer Festhalle in Nürnberg verwendet werden, wurde aber nach dem Ende des Zweiten Weltkriegs als Baumaterial verkauft.
Anlässlich des 8. Treffens am 7. Juni 1970 wurde in Anwesenheit des niederösterreichischen Landeshauptmanns Siegfried Ludwig das Südmährerkreuz an Stelle des 1945 gesprengten Heldendenkmals bei Klentnitz zum Mahnmal aller gefallenen und verstorbenen Südmährer erhoben. Diese Funktion hatte es bis zur am 1. Juni 1975 erfolgten Weihe des Kriegerdenkmals der Südmährer inne. Die Dornenkrone aus Kupfer, die das Kreuz zur Verzierung erhielt, wurde 1974 geweiht.
Treibende Kraft bei der Errichtung des Südmährerkreuzes war Erwin Zajicek

## Lage

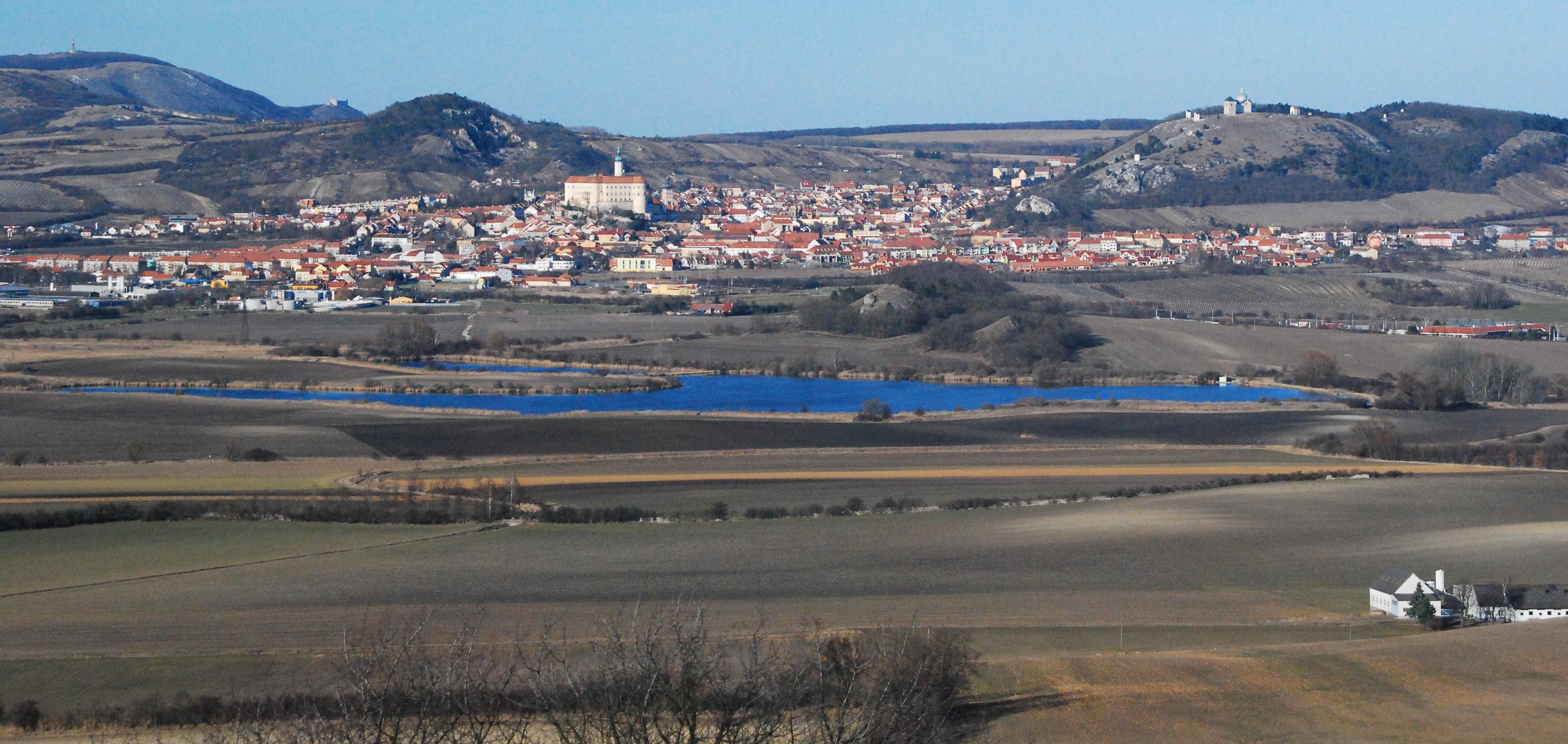
Aussicht auf Mikulov

Es liegt nahe der österreichischen Staatsgrenze und erlaubt auch eine schöne Aussicht auf das benachbarte Nikolsburg (Mikulov). Auf dem kleinen Platz unterhalb des Kreuzes werden beim 1975 geweihten Kriegerdenkmal der Südmährer jährlich das Kreuzbergtreffen mit einer Gedenkmesse abgehalten.
Ähnlich dem Heiligen Berg bei Nikolsburg weist auch die Umgebung des Denkmals eine eigene Vegetation auf. Man findet hier die gefährdete Nelkenart Mährische Nelke (Dianthus moravicus).